# Розановые
Розановые (лат. Rosoideae) — подсемейство растений семейства Розовые (Rosaceae), включает более 850 видов. Иногда используют другие русские названия подсемейства — «розанные», «розовые» (термин «розовые» чаще используют в качестве русского названия всего семейства Rosaceae).

## Общая характеристика подсемейства
Представители подсемейства — в основном кустарники и многолетние травы. Только некоторые виды — однолетние травы.
Таксономия подсемейства всё ещё окончательно не установлена, недавние генетические исследования предложили несколько изменений на уровне видов и удаления из подсемейства некоторых родов (Cercocarpus, Cowania, Dryas, Purshia); исследования продолжаются.
Характерен сборный плод из нескольких орешков в кожистой чашечке — амальтея(например, Sanguisorba, Alchemilla).

## Систематика
Подсемейство разделено на 6 триб и включает в себя 40 родов:
Colurieae — 7 родов
Coluria R.Br. — Колюрия
Fallugia Endl.
Geum L. — Гравилат
Orthurus Juz.
Sieversia Willd.
Taihangia T.T.Yu & C.L.Li
Waldsteinia Willd. — Вальдштейния
Potentilleae — 14 родов
| Подтриба Fragariinae — 9 родов Alchemilla L. — Манжетка Chamaerhodos Bunge — Хамеродос, или Розочка Comarum L. — Сабельник Dasiphora Raf. Drymocallis Fourr. ex Rydb. Fragaria L. — Земляника Sibbaldia L. — Сиббальдия Sibbaldianthe Juz. Sibbaldiopsis Rydb. | Подтриба Potentillinae — 5 родов Duchesnea Sm. Horkelia Cham. & Schltdl. Horkeliella (Rydb.) Rydb. Ivesia Torr. & A.Gray Potentilla L. — Лапчатка |

Roseae — 1 род
Rosa L. — Шиповник, или Роза
Rubeae — 2 рода
Dalibarda L.
Rubus L. — Рубус
Sanguisorbeae — 15 родов
| Подтриба Agrimoniinae — 5 родов Agrimonia L. — Репешок, или Репейничек Aremonia Neck. ex Nestl. — Аремония Hagenia J.F.Gmel. — Хагения Leucosidea Eckl. & Zeyh. Spenceria Trimen | Подтриба Sanguisorbinae — 10 родов Acaena Mutis ex L. — Ацена Bencomia Webb & Berthel. Cliffortia L. Margyricarpus Ruiz & Pav. Polylepis Ruiz & Pav. Poteridium Spach Poterium L. — Чёрноголовик Sanguisorba L. — Кровохлёбка Sarcopoterium Spach Tetraglochin Poepp. |

Ulmarieae — 1 род
Filipendula Mill. — Лабазник, или Таволга